# Museu das Ciências Naturais de Angers
O Museu das Ciências Naturais de Angers (chamado em francês de Muséum d'Angers, por oposição aos museus de arte que são chamados de Musée d'Angers) é um museu municipal da cidade de Angers (Maine-et-Loire, França). Dedicado à história natural, o acervo do Museu soma cerca de 530 000 objetos, incluindo 3 000 aves, 20 000 conchas, 50 000 fósseis, 80 000 insetos e 350 000 coletas de herbário, além de centenas de espécimes conservados em taxidermia ou em líquido, esqueletos, minerais, instrumentos técnicos e documentos. O Museu recebe cerca de 20 000 visitantes por ano, e ainda grupos escolares, estagiários, pesquisadores e voluntários.

## Histórico
Aberto ao público desde 1801, o Museu das Ciências Naturais de Angers é herdeiro de uma história longa e cheia.
O núcleo inicial do acervo data da Revolução Francesa. Por decreto de 22 de Novembro de 1790, Gabriel Eleanor Merlet de la Boulaye (1736-1807) torna-se responsável por reunir os livros e coleções de história natural que tinham sido apreendidos por todo o departamento do Maine-et-Loire, especialmente nas casas dos émigrés. Os objetos são inicialmente armazenados na Abadia de São Sérgio de Angers. Infelizmente a abadia será saqueada durante o cerco de Angers em Dezembro de 1793.
Em 1795, é criada a Escola Central do Maine-et-Loire e instalada no edifício Barrault. Joseph-Étienne Renou (1740-1809), colaborador de Merlet, é chamado a reger a cadeira de história natural e, com o que restou das coleções na abadia, forma um Gabinete de História Natural destinado ao ensino na nova escola. O acervo será depois aumentado graças em particular a Louis-Marie de La Révellière-Lépeaux (1753-1824), membro do Directório.

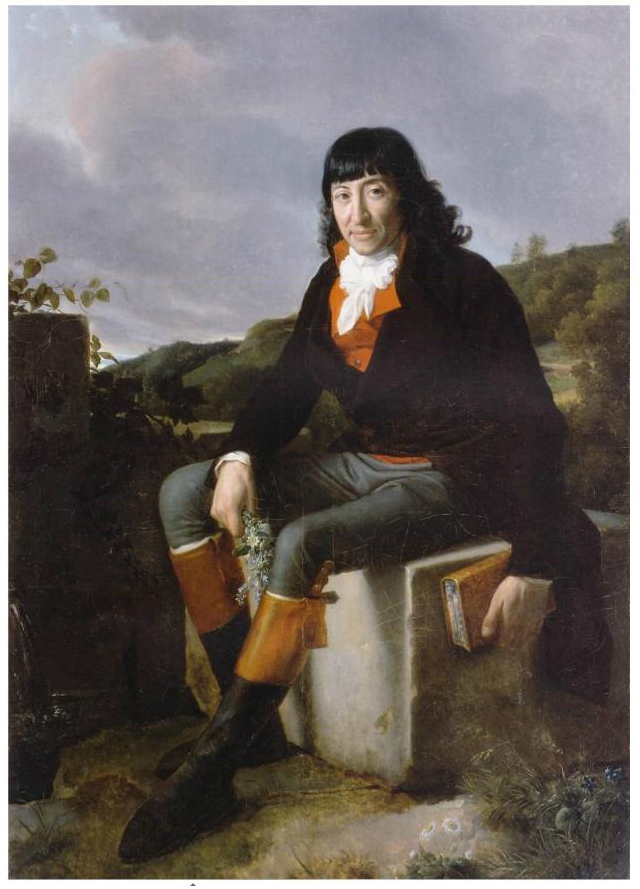
Retrato de La Révellière-Lépeaux botânico, por François Gérard, 1798, Museu das Belas Artes de Angers

La Révellière-Lépeaux convida Renou em 1798 a trazer para o seu gabinete espécimes das coleções do Museu Nacional de História Natural, incluindo uma coleção de 12 peixes fósseis trazidos da Itália (Monte Bolca) por Bonaparte em 1797 (coleção que ainda existe e com as suas etiquetas originais). O gabinete abre finalmente as portas ao público como "Museu de História Natural" no dia 5 de Maio de 1801. Em 1805, após a supressão da Escola Central, o Museu torna-se municipal, permanecendo no edifício Barrault partilhado agora com o Museu das Belas Artes de Angers.
O Museu atrai rapidamente o interesse do público e o seu acervo aumenta. Em 1806, Étienne Geoffroy Saint-Hilaire (1772-1844) enviou a Angers fósseis e moldes de fósseis importantes, em nome do Museu Nacional.
Após a morte de Renou (1809), a administração do Museu passou por um período conturbado. Guilloteau, assistente naturalista, administrou o Museu na época dos diretores Bastard (que também era diretor do Jardim Botânico de Angers e interessava-se menos pelo Museu) e Tussac (que trabalhava a partir de Paris). Em 1821, Auguste Desvaux Nicaise (1784-1856) substituiu Guilloteau como assistente naturalista (após a aposentação deste) e foi nomeado diretor em 1822. Desvaux tenta pôr ordem nas coleções e discute com o município a resolução de muitos dos problemas logísticos do Museu, mas sem resultados.
É somente sob a direção de Alexandre Boreau (1803-1875) que o alargamento do Museu acontece, com novas salas no primeiro andar do edifício Barrault inauguradas em 1849. No mesmo ano, o acervo do Museu é aumenta com o legado da coleção de Pierre-Aimé Millet de La Turtaudière (1783-1873), decano da história natural angevina. A sua coleção compreendia principalmente fósseis do Anjou, mas hoje em dia quase todos estão desaparecidos. Em 1864, uma exposição temporária de geologia tornou-se a exposição permanente. Em 1871 é de notar a criação da Sociedade de Estudos Científicos do Anjou (SESA) por um grupo de sábios intimamente ligados ao Museu. Em 1883, Alphonse Milne-Edwards (1835-1900), professor de ornitologia no Museu Nacional, doou 65 aves ao Museu.

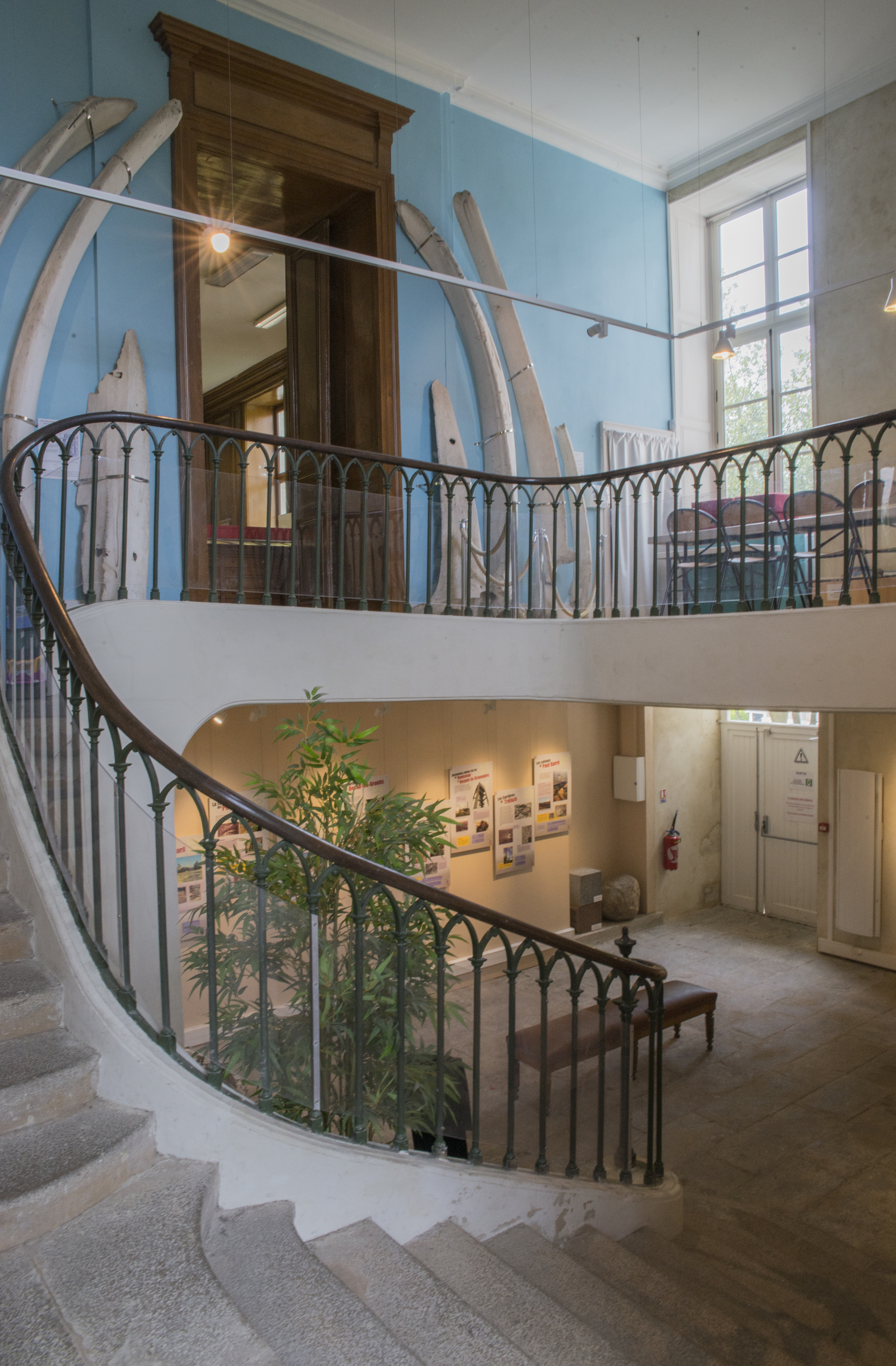
Escadaria do antigo edifício do município, Muséum d'Angers

O Museu tinha sede no edifício Barrault, mas em 1885 o município de Angers decide adquirir os 13 000 fósseis da coleção Soye, o que torna o espólio de paleontologia demasiado grande para as instalações do edifício Barrault. Esse espólio é então instalado no antigo edifício do município e abre ao público como Museu Paleontológico. Pouco depois, as coleções de geologia são mudadas também para o novo espaço. No mesmo ano, um molde de ictiossáurio de Holzmaden foi comprado ao Museu Cantonal de Geologia de Lausana, onde o original ainda se pode ver. Um fóssil autêntico de ictiossáurio de Holzmaden será adquirido posteriormente.
As coleções de botânica desenvolveram-se em Angers a partir da criação da Sociedade dos Botanófilos em 1777. Conservadas no Jardim Botânico de Angers durante quase todo o século XIX, os herbários foram acomodados em 1895 na antiga casa dos maires, na ala norte do antigo edifício do município, ao lado do Museu Paleontológico. A SESA foi ali instalada junto com os herbários. O herbário de Alexander Boreau foi comprado pelo município em 1875, e o de James Lloyd (1810-1896) foi legado ao município em 1897. Todos os herbários serão reagrupados no Arboretum Gaston Allard em 1964 e a SESA acompanhará essa mudança. De 1898 a 2005, esse espólio constituiu o Museu Botânico.
Sob a direção de Georges Bouvet (1850-1929) muitos objetos entraram no espólio do Museu (o número de espécimes mais do que quintuplicou) e uma classificação geral das coleções foi concluída. O seu sucessor, Olivier Couffon (1882-1937), doou 12 000 espécimes geológicos e paleontológicos da sua própria coleção. As coleções de pré-história iniciaram-se no final do século XIX, especialmente graças ao sítio paleolítico de Roc-en-Pail, em Chalonnes-sur-Loire (Maine-et-Loire).
Em 1958, sob a direção de Philippe Maury (1892-1978), o espólio de zoologia sai do edifício Barrault e é instalado como Museu Zoológico no edifício Demarie-Valentine, perto do Museu Paleontológico. O Museu Zoológico abre ao público no dia 28 de Abril de 1963. As duas instituições são finalmente reunidas para recriar o Museu de História Natural em 1990 e os dois edifícios são ligados em 1991 por um pequeno jardim sobre as antigas muralhas de Angers, permitindo aos visitantes um percurso contínuo entre as salas de zoologia e a galeria de paleontologia. Em 2005, o Museu Botânico, ainda que permanecendo no sítio do Arboretum, é absorvido pelo Museu de História Natural, que muda a sua designação para Museu das Ciências Naturais. Em 1 de Janeiro de 2017 o Museu é unido administrativamente aos outros cinco museus municipais de Angers.
Ao contrário da maioria dos outros museus de história natural da França, o Museu das Ciências Naturais de Angers e o seu acervo não sofreram muito com as duas guerras mundiais, nem nenhum incêndio, inundação ou desastre destruiu ou danificou as suas coleções. A maior catástrofe terá sido provavelmente a pilhagem ocorrida em 1793. Embora muitas peças tenham sido perdidas ou roubadas ao longo do tempo, o Museu mantém uma continuidade e integridade raras para um Museu com mais de 200 anos.

## Missão do Museu
O Museu das Ciências Naturais de Angers, tal como o Museu Nacional de História Natural, adopta cinco missões principais: conservação das coleções, disseminação do conhecimento, perícia técnica, pedagogia e pesquisa científica (no entanto, os dois últimos só são realizados em Angers através da mediação científica, do empréstimo de espécimes e do acolhimento de estagiários e pesquisadores externos). O Museu faz parte de redes de museus e contribui para as bases de dados patrimoniais nacionais e internacionais. O Museu subscreve a definição de museu do ICOM e apresenta-se assim como "uma instituição permanente sem fins lucrativos, ao serviço da sociedade e do seu desenvolvimento, aberta ao público, que adquire, conserva, investiga, comunica e expõe o património material e imaterial da humanidade e do seu meio envolvente com fins de educação, estudo e deleite". O Museu recebeu em 2003 a denominação de "Musée de France", na acepção da Lei nº 2002-5 de 4 de Janeiro de 2002.

## Coleções
As coleções do Museu classificam-se em quatro grandes disciplinas científicas : botânica, zoologia, ciências da Terra e pré-história. O Museu conserva ainda coleções menores de etnologia, de tecnologia e de belas artes. Doações, apreensões alfandegárias e novas aquisições continuam ainda hoje a contribuir para enriquecer o acervo do Museu.
O objeto mais antigo preservado é un fóssil de trilobite do género Paradoxides do período Câmbrico, datado de cerca de 500 milhões de anos. Historicamente, os objetos mais antigos são os herbários du século XVIII (e mesmo algumas raras coletas de herbário do século XVII). Herbários e animais taxidermizados anteriores ao século XIX detêm um valor patrimonial considerável, mas a maior parte das coleções provém de recolhas nos séculos XIX e XX. Em botânica, zoologia e paleontologia, as coleções do Museu contém vários espécimes tipo, principalemente de asteráceas, de lepidópteros e de trilobites.

### Botânica

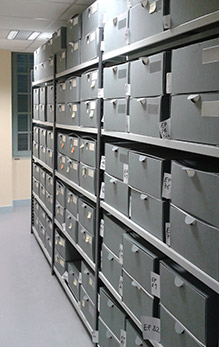
Uma parte das reservas dos herbários, Muséum d'Angers

As coleções de botânica representam o espólio mais numeroso do Museu, com mais de metade do número de espécimes do total do acervo. Os herbários agrupam mais de 350 000 coletas, datando principalmente do século XIX e articulando-se em torno de três coleções importantes · : o herbário geral, o herbário de Alexandre Boreau e o herbário de James Lloyd. Os três juntos somam 80 % da totalidade das coleções de herbários. O herbário geral contém vários espécimes tipo, incluindo tipos da ilha da Reunião, coletas de Commerson (viagem de Bougainville), La Billardière (expedição de Entrecasteaux), Poiteau (Saint-Domingue) e mesmo algumas raras amostras do século XVII. O herbário Boreau contém mais de 100 000 coletas, um material que serviu à redação da Flore du centre de la France, a flora regional com maior reputação na sua época. O herbário Lloyd (cerca de 100 000 coletas) contém 24 000 espécies, foi a base da Flore de l'ouest de la France e é acompanhado de uma imponente biblioteca. No acervo do Museu encontram-se igualmente coleções de musgos (Bouvet, Bruneau), de líquenes (Decuillé, Thuillier), de fungos (Gaillard, Guépin, Rabenhorst) e de algas (Lloyd, Bory, Corillion). A botânica especializada não está ausente, já que em Angers conserva-se uma das mais importantes coleções do género Rubus da Europa. Uma carpoteca-seminoteca contém amostras pedagógicas (cerca de 1 000 espécies francesas e 200 tropicais) e uma coleção Vilmorin de sementes de árvores do início do século XX, que agrupa coletas do Museu Nacional e de Roland Bonaparte (1 019 amostras). A xiloteca junta amostras de árvores abatidas no Jardim Botânico de Angers e no Arboretum Gaston Allard e ainda uma coleção de 69 amostras de madeiras preciosas da Guiana Francesa recolhidas em 1802.

### Zoologia

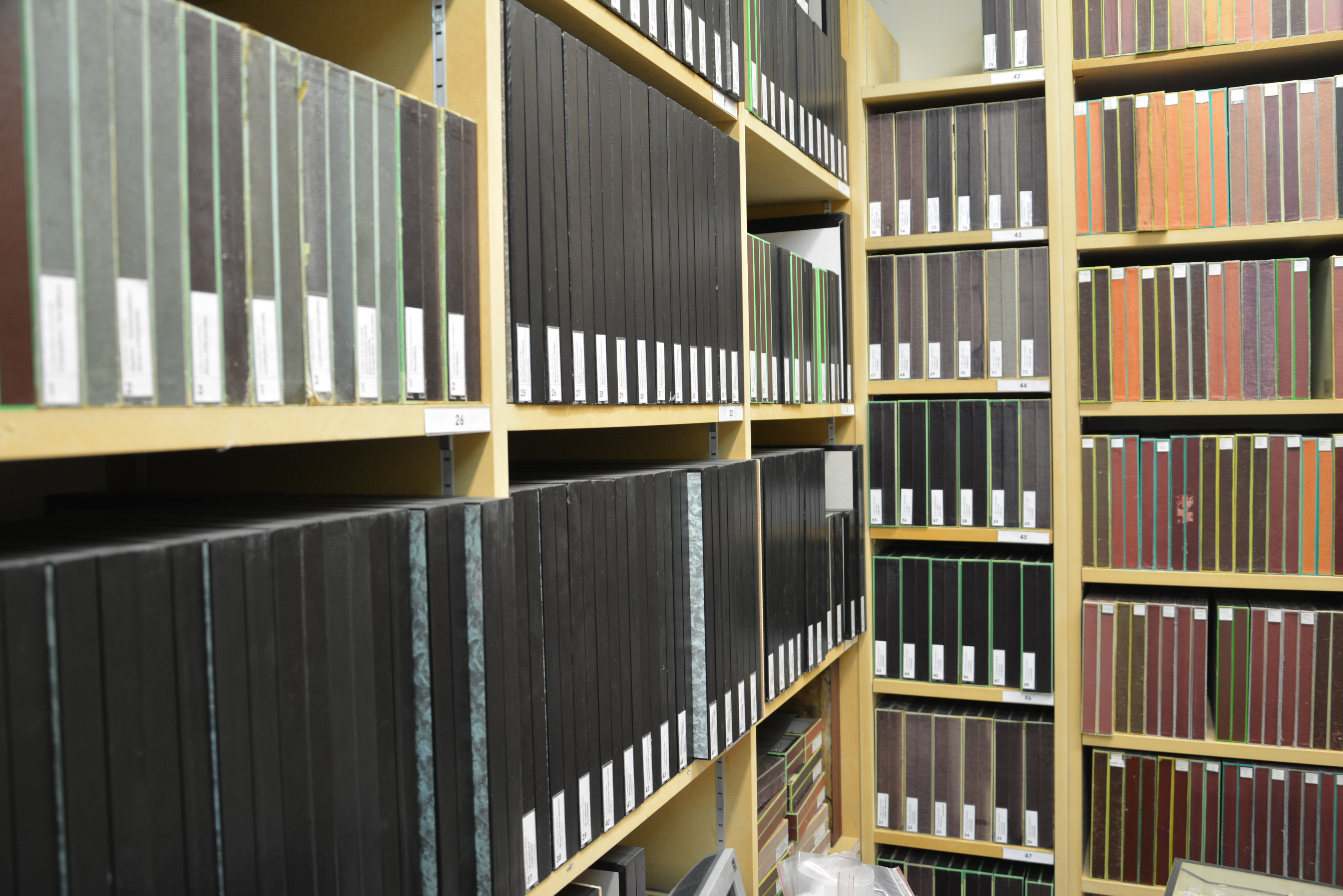
Insetos em caixas arrumadas verticalmente numa parte das reservas de entomologia, Muséum d'Angers

Na disciplina de zoologia, o Museu possui coleções de entomologia (cerca de 80 000 espécimes), de malacologia (cerca de 20 000 espécimes), de ornitologia (4 142 espécimes, incluindo oologia e nidologia), de mamalogia (474 espécimes), de herpetologia (410 espécimes), de ictiologia (139 espécimes) e de invertebrados marinhos (mais de uma centena de espécimes). Fora os espécimes montados em taxidermia existem ainda espécimes osteológicos, teratológicos, em líquido, moldes, etc. A recriação do gabinete de trabalho do entomólogo angevino Gustave Abot (1843-1926), especialista dos coleópteros do Maine-et-Loire, reveste-se de particular interesse. O Museu alberga a coleção de referência das aranhas do Maine-et-Loire. O Museu conserva ainda as coleções Servain e Surrault (malacologia de água doce) que formam, juntamente com a coleção Letourneux (malacologia mundial), um espólio notável. Com o legado Boursicot em 1999, o acervo de zoologia ganha dezenas de milhar de espécimes, sobretudo insetos e conchas. As coleções de ornitologia são particularmente ricas, acumulando ovos, ninhos e taxidermia de todas as aves do Maine-et-Loire e incluindo ainda exemplares de espécies extintas, como um periquito-da-carolina e um pombo-passageiro em taxidermia, e moldes de um ovo de Æpyornis e de uma pata de moa. Existem ainda espécimes históricos, entre os quais um dos últimos esturjões pescados no rio Loire, em 1811, e ossos de cetáceos da mesma época. Entre as montagens notáveis conta-se um ocapi em taxidermia com o seu esqueleto montado à parte.

### Ciências da Terra

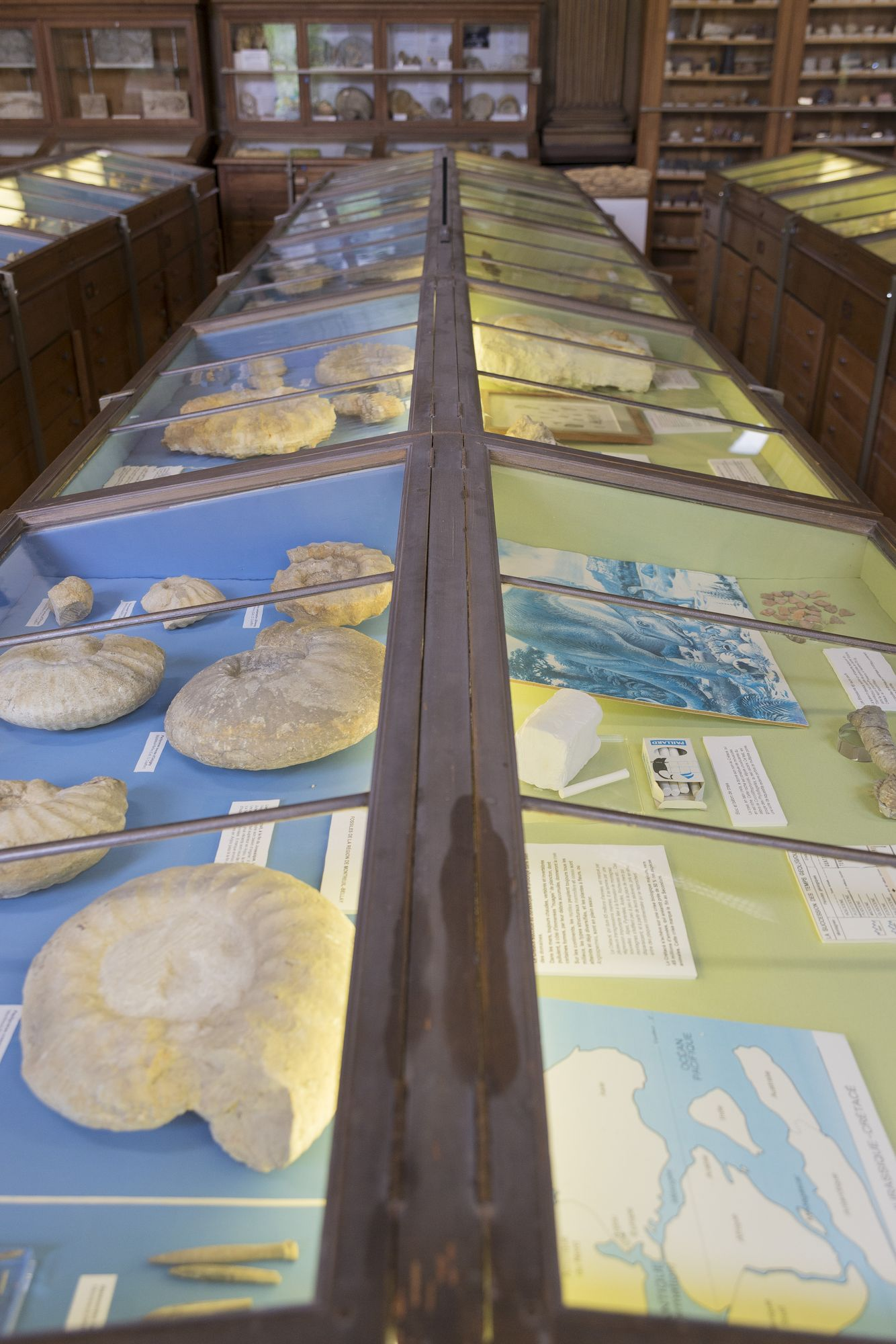
Reservas de paleontologia em gavetas por debaixo das vitrinas, Muséum d'Angers

Neste domínio o Museu apresenta importantes coleções de paleontologia (50 000 fósseis, incluindo paleobotânica, paleozoologia e paleoicnologia), traçando a história da Vida desde o Câmbrico, há 500 milhões de anos atrás. Os fósseis do Maine-et-Loire provém sobretudo da tufa calcária do período Cretácico e dos faluns terciários da região, mas também de níveis fossilíferos da Armórica, como o Ordovícico ou o Devónico. O mais antigo fóssil de planta vascular jamais encontrado no Mundo está em exposição no Museu. Restos fósseis de um raro plesiossáurio do Cretácico e um esqueleto compósito de Metaxytherium medium do Mioceno, um ancestral do atual dugongo, são peças maiores do acervo paleontológico do Museu. Das disciplinas mineralógica (5 000 amostras, das quais 2 000 do Maine-et-Loire) e petrográfica (600 amostras) são notáveis a coleção de ardósias, um bloco monumental de quartzo acicular radiado, amostras de ouro nativo e de meteoritos. O meteorito de L'Aigle, caído em 1833 em L'Aigle (Orne, Normandia), está na origem do estudo dos meteoritos. O meteorito de Angers caiu em 1822 (3 de Junho, 20h15) em Angers (La Doutre). Uma pepita de ouro nativo, descoberta em Blaison-Gohier (Maine-et-Loire) está exposta, assim como uma amostra de ouro lamelar nativo com apatite, descoberta em 1858 na estrada de Rennes a Nantes – uma das raras amostras conhecidas na região. Outras amostras são sobretudo de minerais regionais franceses, de Madagáscar e do Chile, mas representam todas as famílias de minerais.

### Pré-história

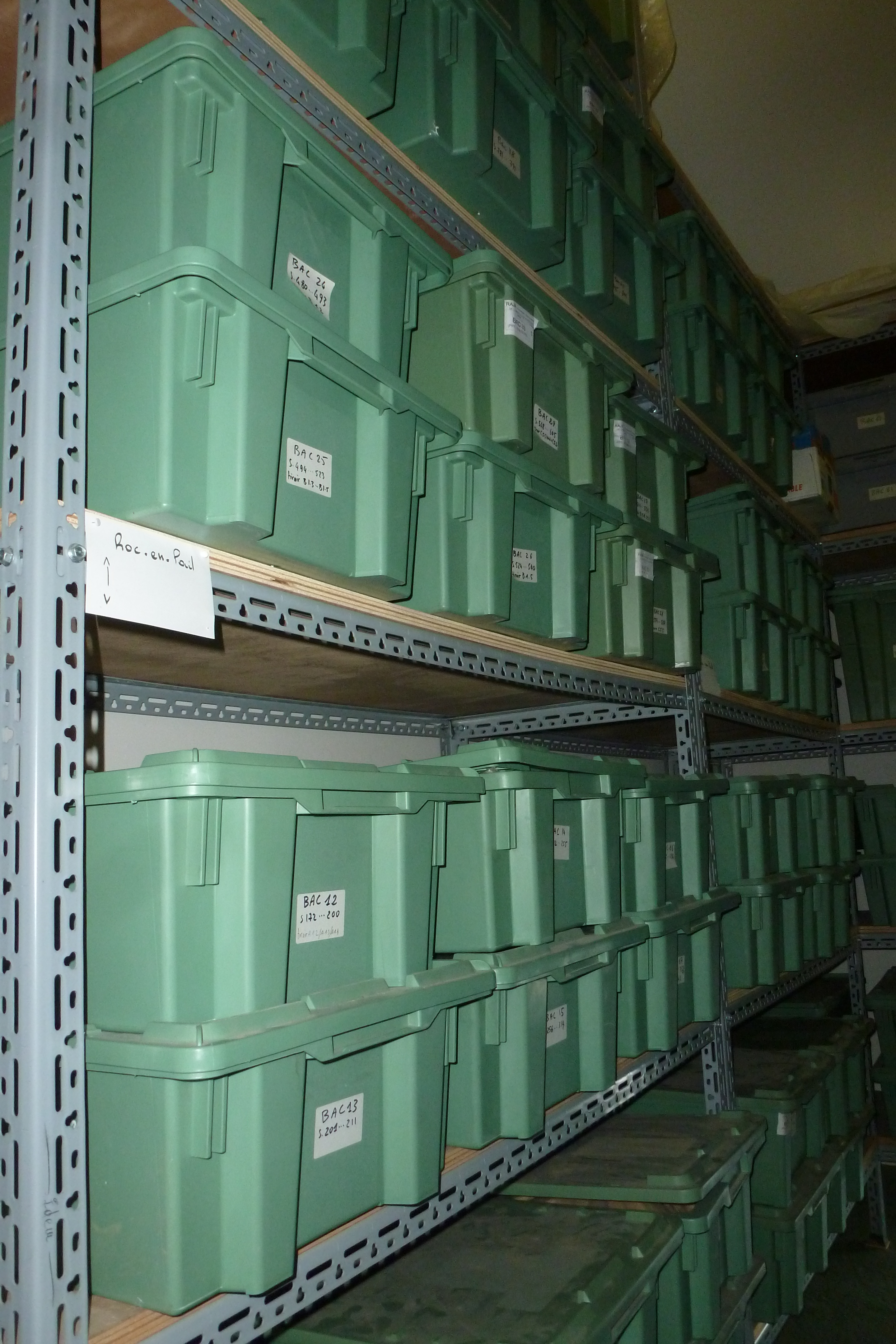
Material em caixas nas reservas de pré-história, Muséum d'Angers

As coleções de pré-história contabilizam cerca de 30 000 objetos, provenientes sobretudo do sítio paleolítico de Roc-en-Pail. Conhecido desde o início do século XX, o sítio de Roc-en-Pail, em Chalonnes-sur-Loire, resultou na descoberta de uma grade diversidade de objetos: dentes de mamute, hastes de rena, ossadas diversas e indústrias líticas, provas de uma antiga ocupação humana do sítio. As escavações sistemáticas de Michel Gruet (1912-1998) nas décadas de 1940 a 1980 foram particularmente bem sucedidas, e a descoberta de ossos de Neandertal (parte de um maxilar, um dente isolado e um húmero), em parte expostos no Museu em Angers, só veio confirmar a importância do sítio para o estudo da pré-história no Anjou e mesmo na Europa. O material resultante das campanhas de escavação em Roc-en-Pail entre 2016 e 2018 integrará também o acervo do Museu das Ciências Naturais de Angers. A exposição permanente de pré-história, entretanto, foi complementada com expositores dedicados à evolução humana, entre os quais uma vitrine mostrando moldes de crânios fósseis na árvore filogenética humana e uma instalação de primatologia.

## Espécimes notáveis
Científicos
- Espécimes tipo (plantas, insetos, fósseis)
- Coleções de referência (aranhas do Maine-et-Loire)

Históricos
- Herbário Patrin (1780-1783)
- Peixes fósseis do Monte Bolca (trazidos por Bonaparte 1797)
- Crocodilo (entrada no acervo 1798)
- Pangolim (transferido de Paris 1798)
- Esturjão (pescado no rio Loire 1811)

Botânica
- herbários : algas de Lloyd; herbário de Rubus
- carpoteca : coco-do-mar; fruto de corozo
- xiloteca : pau-rosa da Guiana (Aniba rosaeodora)

Zoologia
- entomologia : a coleção Abot
- malacologia : fauna marinha exótica e fauna local dulçaquícola
- ornitologia : pombo-passageiro; ovo de arau-gigante; kakapo
- mamalogia : ocapi; várias espécies de felinos
- herpetologia : tartarugas (montagem em charneira); sapos de Blomberg
- ictiologia : peixe-lua; "herbário de peixes"
- invertebrados marinhos : coral do oceano índico

Ciências da Terra
- paleozoologia : Metaxytherium reconstituído; plesiosáurio cretácico
- paleobotânica : plantas fósseis em grés; troncos de Lepidodendron
- paleoicnologia : pegadas de dinosáurio (Vendée)
- mineralogia : pepita de ouro natural; quartzo acicular radiado
- petrografia : meteorito de Angers; ardósias

Pré-História
- Roc-en-Pail : ossos de neandertal

## Edifícios
O Museu das Ciências Naturais de Angers está situado em dois locais: o sítio central e sede do museu, no centro da cidade de Angers, e o sítio do Arboretum Gaston Allard.

### Sítio central

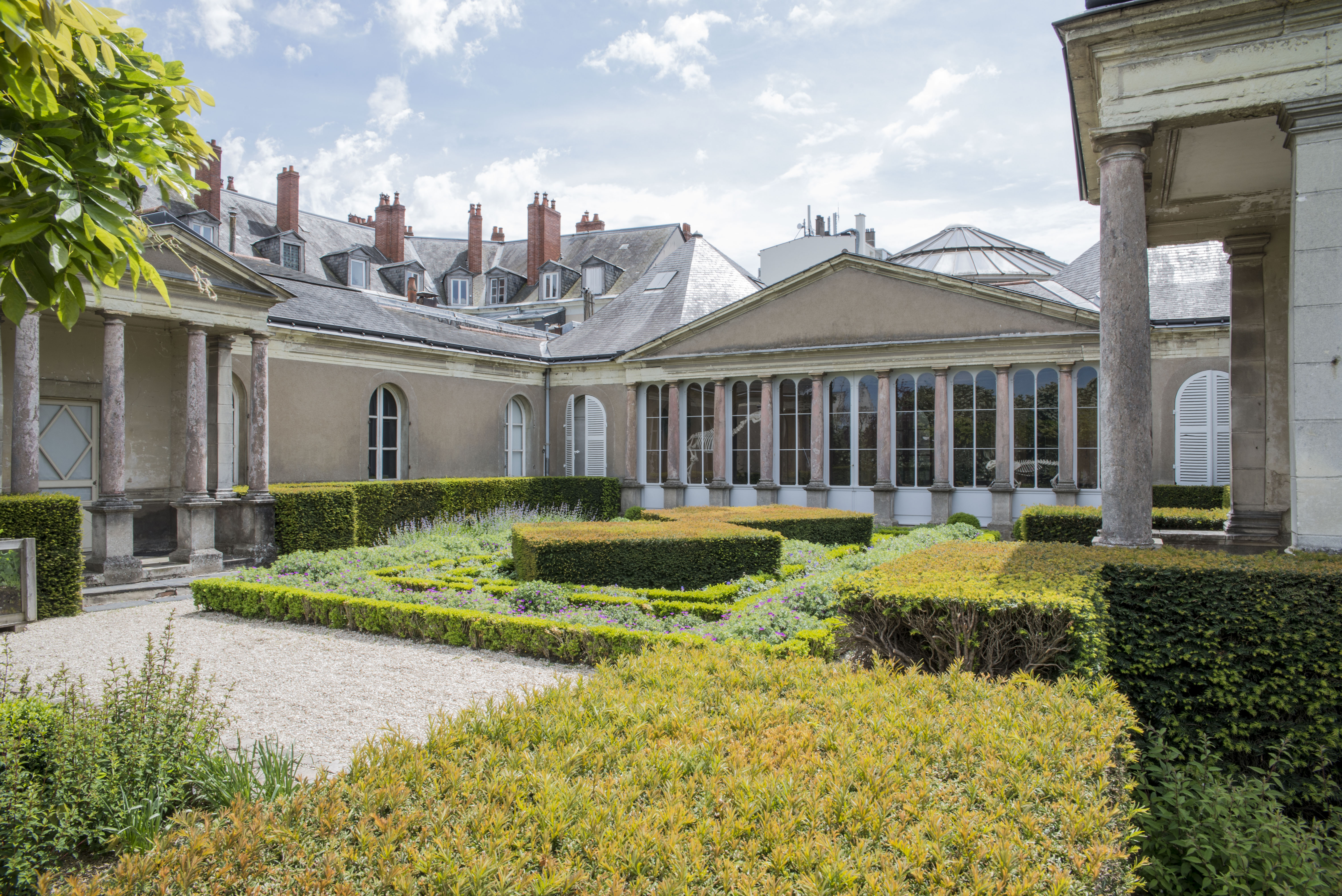
Jardim e colunata do edifício Demarie-Valentin, Muséum d'Angers

O sítio central do museu ocupa dois edifícios de origens distintas, o edifício Demarie-Valentin e o antigo edifício do município, ligados por um pequeno jardim sobre as muralhas medievais de Angers.
O edifício Demarie-Valentin foi construído por Jean-François Demarie por volta do ano de 1800 no local da antiga igreja paroquial de São Miguel do Monte, destruída durante a Revolução. Obra ímpar do neoclassicismo angevino, a disposição interior do edifício Demarie-Valentin é surpreendente: da porta de entrada, uma escadaria construída sobre o xisto leva a um pátio circular dominado por uma varanda periférica; o vestíbulo ao nível do jardim comunica com duas salas octogonais, cada uma delas dando passagem para uma ala sobre o jardim; uma colunata dá ao jardim um aspecto "à antiga". Cedido ao município de Angers pelo seu último proprietário em 1958, a mansão foi então usada para albergar as coleções de zoologia · . Este edifício acolhe a recepção do Museu, o laboratório de taxidermia e restauro e algumas das reservas. O edifício Demarie-Valentin foi registrado como monumento histórico em 28 de Agosto de 1995.
O antigo edifício do município data do século XIII. As coleções de paleontologia estão instaladas desde 1885 na antiga grande sala do Conselho Municipal (1529-1823, usada como Grande Sala do Tribunal de Recurso entre 1823 e 1885), que inclui belos painéis em madeira e uma porta esculpida pelo marceneiro Pierre-Louis David (1756-1821), pai do famoso escultor angevino do mesmo nome, conhecido como David d'Angers. Hoje o gabinete do diretor-conservador, os escritórios, a biblioteca e uma parte das reservas ocupam também este edifício.

### Sítio do Arboretum

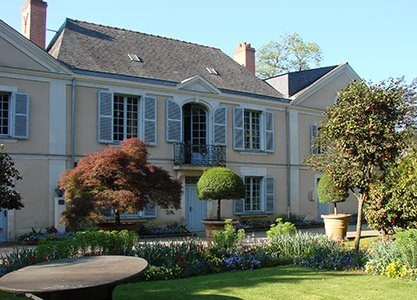
Casa de Gaston Allard no Arboretum, Muséum d'Angers

O sítio do Arboretum Gaston Allard abriga acima de tudo o acervo de herbários na antiga residência de Gaston Allard (1838-1918). Allard, botânico angevino, inicia a plantação de árvores à volta da sua casa em 1863. A criação do Arboretum data de 1882. Em 1916, Allard doa o seu arboreto ao Instituto Pasteur. Em 1959, o município de Angers torna-se proprietário do Arboretum Gaston Allard ao adquirir o espaço ao Instituto Pasteur. É aqui que a Sociedade de Estudos Científicos do Anjou e também a Sociedade de Horticultura de Angers e do Maine-et-Loire têm as suas sedes.

## Vida do Museu
Um museu não é apenas composto de vitrinas e visitantes: no Museu das Ciências Naturais de Angers existe toda uma dinâmica que o público talvez desconheça.
A equipa da recepção aos visitantes é o lado mais visível do museu. Responsáveis pela bilheteira, pelas salas de exposição, pela supervisão dos espécimes expostos e pela segurança dos visitantes, estes agentes são a charneira entre o público e os profissionais que trabalham nos bastidores do museu.
Os conservadores são os responsáveis pela conservação e a gestão das coleções, bem como pela criação de exposições permanentes ou temporárias. O laboratório, com o seu taxidermista-restaurador, está equipado para a preparação de espécimes destinados às exposições, à conservação e mesmo à pesquisa científica. Uma equipa técnica pode intervir para fabricar vitrinas, estantes, reservas, transportes, etc. São estes profissionais que tomam a decisão de aceitar (ou não) as doações de particulares ou instituições que procuram uma preservação a longo termo das suas coleções, tantas vezes reunidas com esforço ao longo de uma vida inteira.
As coleções do museu são constantemente solicitadas por pesquisadores, estagiários, estudantes e docentes. O museu acolhe ainda voluntários e pessoal temporário para trabalhar sobre assuntos específicos do seu acervo. Trata-se de profissionais ou amadores especialistas num determinado domínio muito especializado, por exemplo, coleópteros, plantas fósseis ou moluscos de água doce. Campanhas de vistoria, inventário e digitalização estão em curso nos domínios dos herbários, da entomologia e da malacologia. Empréstimos de espécimes para exposições, pesquisa ou pedagogia acontecem também regularmente.
A biblioteca científica compreende cerca de 6 000 documentos (repartidos entre o sítio central e o sítio do Arboretum) visando as disciplinas relativas às coleções.
Apoiando-se no acervo do museu, a equipa de mediação organisa oficinas e visitas comentadas para grupos escolares, famílias e o público em geral, com material pegadógico de alto nível (jogos didáticos, livros temáticos, modelos). O museu adopta uma abordagem educativa virada para a natureza e o meio ambiente e propõe aos professores fichas temáticas pedagógicas adaptadas a todos os níveis de escolaridade. Um programa dirigido aos jovens é posto em prática durante as férias escolares. Outras ações de mediação científica e cultural são organizadas frequentemente, entre as quais animações, conferências e mesmo eventos artísticos.
Finalmente, o Museu das Ciências Naturais de Angers participa todos os anos em eventos culturais internacionais, como as Jornadas europeias do património e a Noite europeia dos museus.

## Frequentação
| 2001   | 2002   | 2003   | 2004   | 2005   | 2006   | 2007   | 2008   | 2009   | 2010   |
| ------ | ------ | ------ | ------ | ------ | ------ | ------ | ------ | ------ | ------ |
| 11 410 | 16 976 | 15 235 | 15 400 | 13 887 | 11 295 | 14 553 | 15 550 | 16 025 | 17 068 |

| 2011   | 2012   | 2013   | 2014   | 2015   | 2016   | 2017   | 2018   | 2019   |
| ------ | ------ | ------ | ------ | ------ | ------ | ------ | ------ | ------ |
| 13 751 | 18 838 | 17 448 | 24 432 | 21 903 | 21 039 | 23 942 | 25 393 | 27 685 |

## Exposições temporárias
2019 « Insula Utopia / Inventaire du Ciel », obras e instalações de Richard Rak

2018 « Hungry Planet », fotografias de Peter Menzel e Faith d’Aluisio

2018 « La grande parade des animaux », no Museu das Belas Artes de Angers

2018 « HerbEnLoire : trésors retrouvés »

2017 « Les animaux du noir », fotografias de Katrin Backes e Sylvain Tanquerel

2017 « Drôles d’oiseaux »

2016 « L’aventure botanique des Caraïbes aux bords de la Loire »

2015 « Bestioles d’Anjou », fotografias de Sylvie Mercier

2015 « Gravex naturalis : espèce en voie d’exposition »

2015 « Sols fertiles, vie secrètes »

2014 « Zoos humains : l’invention du sauvage »

2014 « Traces des absents », obras de Hélène Gay

2014 « Récolement ? ... ça colle ! 10 ans de récolement des collections »

2014 « Portraits de famille », obras de Hélène Benzacar

2014 « Flore », pinturas de Catherine Brasebin

2013 « Espèces en folie »

2013 « Alarme et camouflage »

2012 « Écorces », fotografias de Cédric Pollet

2012 « Art d’ici : univers singuliers », pintura/escultura (Société des Artistes Angevins)

2011 « Safari urbain », fotografias de Laurent Geslin

2011 « Abriter les papillons », no Arboretum Gaston Allard

2010 « Biodiversité : le Muséum sort de sa réserve »

2009 « Darwin : mission Galápagos », bicentenário

2009 « J'ai capturé dans mes filets », escrita de Thérèse Bonnétat e tapeçarias de Muriel Crochet

2008 « L’Anjou sous nos pieds », geologia do Anjou

2008 « Curieuses invitées », obras de Juliette Vicart

2008 « L'animal griffé », desenhos e esculturas de Delphine Izzo

2007 « Double visite : 5 artistes au Muséum »

2007 « Nom : Carl v. Linné, Profession : naturaliste », tricentenário

2006 « Amazone nature » 

2006 « Ligne du Monde » 

2006 « Naturellement Loire... une escale en Anjou » 

2005 « Réserves », fotografias de Hélène Benzacar »

2005 « Voyage dans la troisième dimension », hologramas

2005 « Photographes de nature », fotografias de BBC Wildlife Magazine

2005 « Chauves-souris de chez nous » 

2004 « Forêt ou le frémissement des limbes », fotografias de Laurent Vergne

2004 « Histoires naturelles », obras de Sylvie Mercier de Flandre

2004 « La faune du Mali » 

2003 « Algérie, deux millions d’années d’histoire : les premiers habitants » 

2003 « Madagascar : l’île aux trésors » 

2002 « Félins du monde » 

2002 « Lumières Polaires et aurores boréales », fotografias de Rémy Marion

2001 « Rue des Sciences : les noms de rues dédiés aux scientifiques » 

2001 « La Nature, quelle artiste » 

2001 « Paysage du monde, paysage d’Anjou » 

2000 « Le pétrole dans tous ces états », Fête de la Science

2000 « La ménagerie du roi René » 

1999 « Trésors botaniques d’Angers » 

1999 « Le petit peuple des champs et des bois », fotografias de Michel Beucher

1998 « Rêveur au long cours », instalações de Richard Rak

1996 « Ages et images de la terre » 

1994 « Baleines en vue » 

1993 « Point Info dinosaures » 

1990 « Roc en Pail – 50 000 ans de préhistoire angevine », uma exposição para apresentar os resultados das escavações arqueológicas de Michel Gruet no sítio de Roc-en-Pail; uma parte desta exposição ainda pode ser visitada no percurso permanente do museu

## Diretores-Conservadores

### Museu de História Natural
1. Joseph-Étienne Renou, 1798-1809
abertura ao público em 1801
2. Toussaint Bastard, 1809-1816
- Toussaint Grille, Junho-Outobro 1816 (interino)
3. François Richard de Tussac, 1816-1822
- Guilloteau, diretor de facto, 1809-1821
- Desvaux, diretor de facto, 1821
4. Auguste Nicaise Desvaux, 1822-1838
5. Alexandre Boreau, 1838-1875
6. Émile Lieutaud, 1875-1881 (1.ª vez)
- Deloche, diretor oficioso, 1875-1881
7. Édouard Louis Trouessart, 1881-1885
8. Émile Lieutaud, 1885-1895 (2.ª vez)
9. Georges Bouvet, 1895-1929
10. Olivier Couffon, 1929-1937
11. Philippe Maury, 1944-1976
12. Michel Gruet, 1976-1990 
- Catherine Lesseur, janvier 1991-1993 (interina)
13. Robert Jullien, 1993-2000
14. Vincent Dennys, 2001-2015
- Benoît Mellier, Janeiro-Dezembro 2016 (interino)
15. Anne Esnault, desde 2017
união de todos os museus de Angers em 2017

### Museu Botânico
1. Albert Gaillard, 1898-1903
2. Georges Bouvet, 1904-1929
3. Ernest Préaubert, 1930-1933
4. Georges Bioret, 1934-1953
5. Robert Corillion, 1953-1956 (1.ª vez)
6. Philippe Maury, 1957-1976
7. Robert Corillion, 1977-1988 (2.ª vez)
8. Denise Moreau, 1988-2010
integração no Museu de História Natural em 2005

## Galeria de imagens

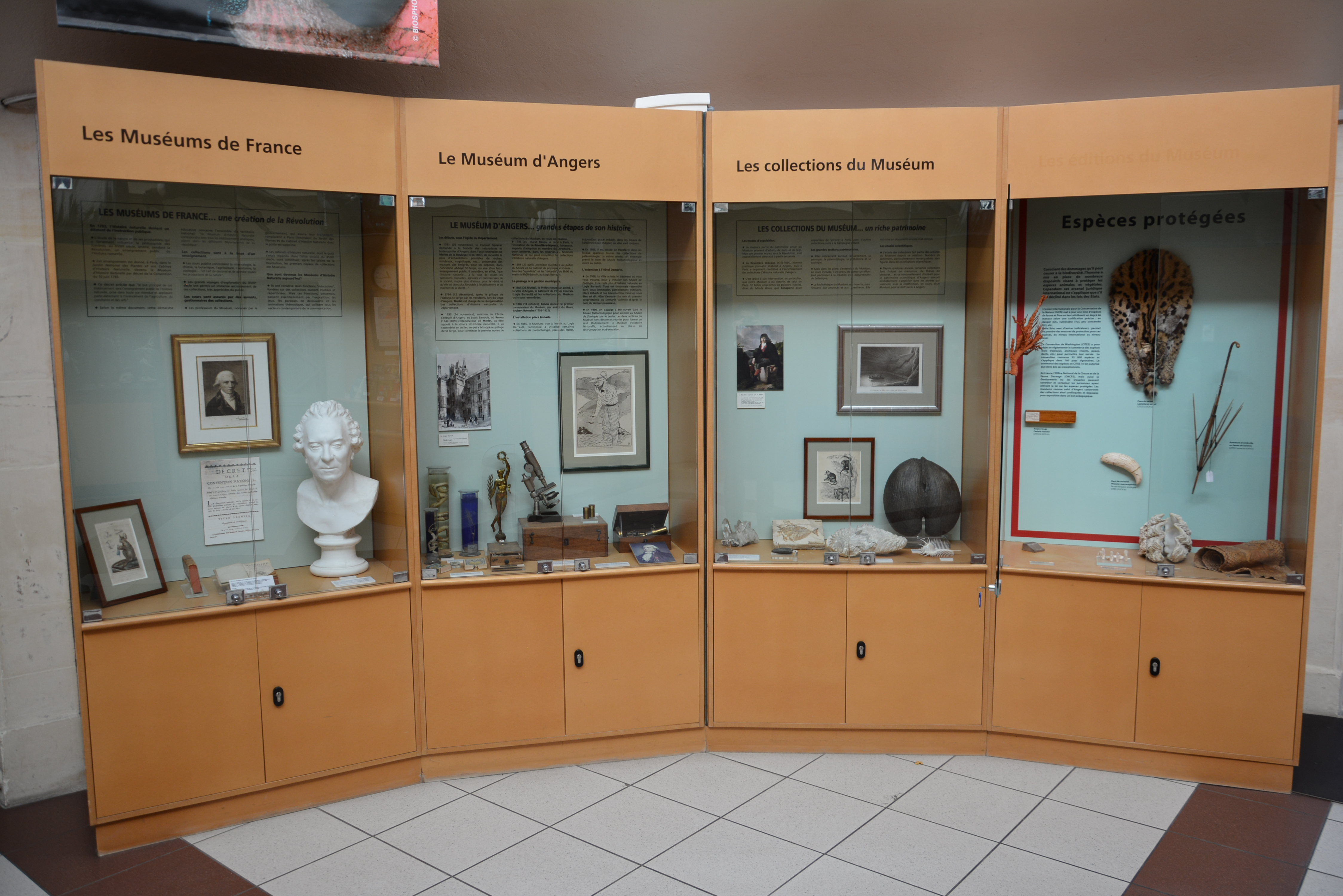
Vitrinas na rotunda, Muséum d'Angers
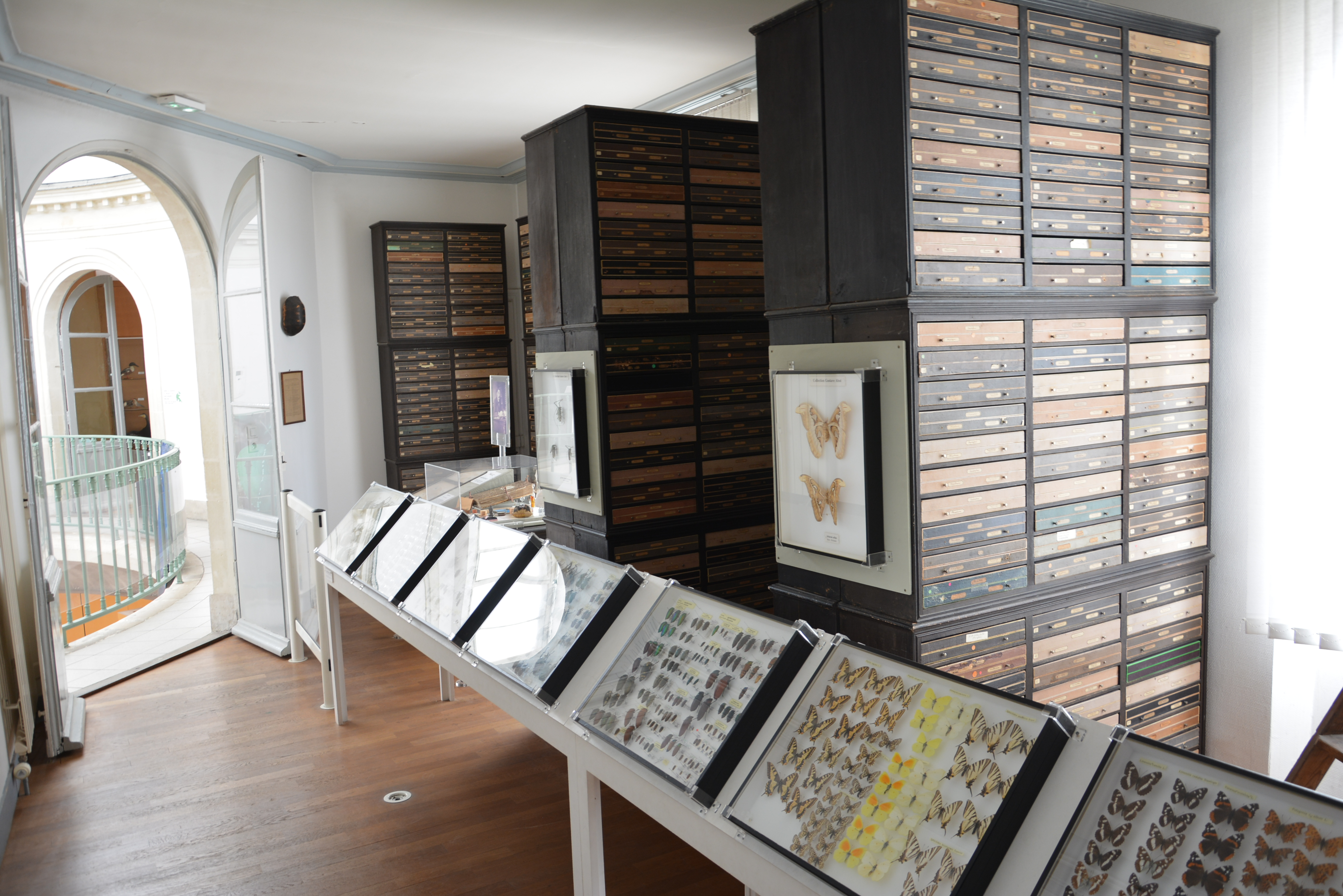
Sala Abot, Muséum d'Angers
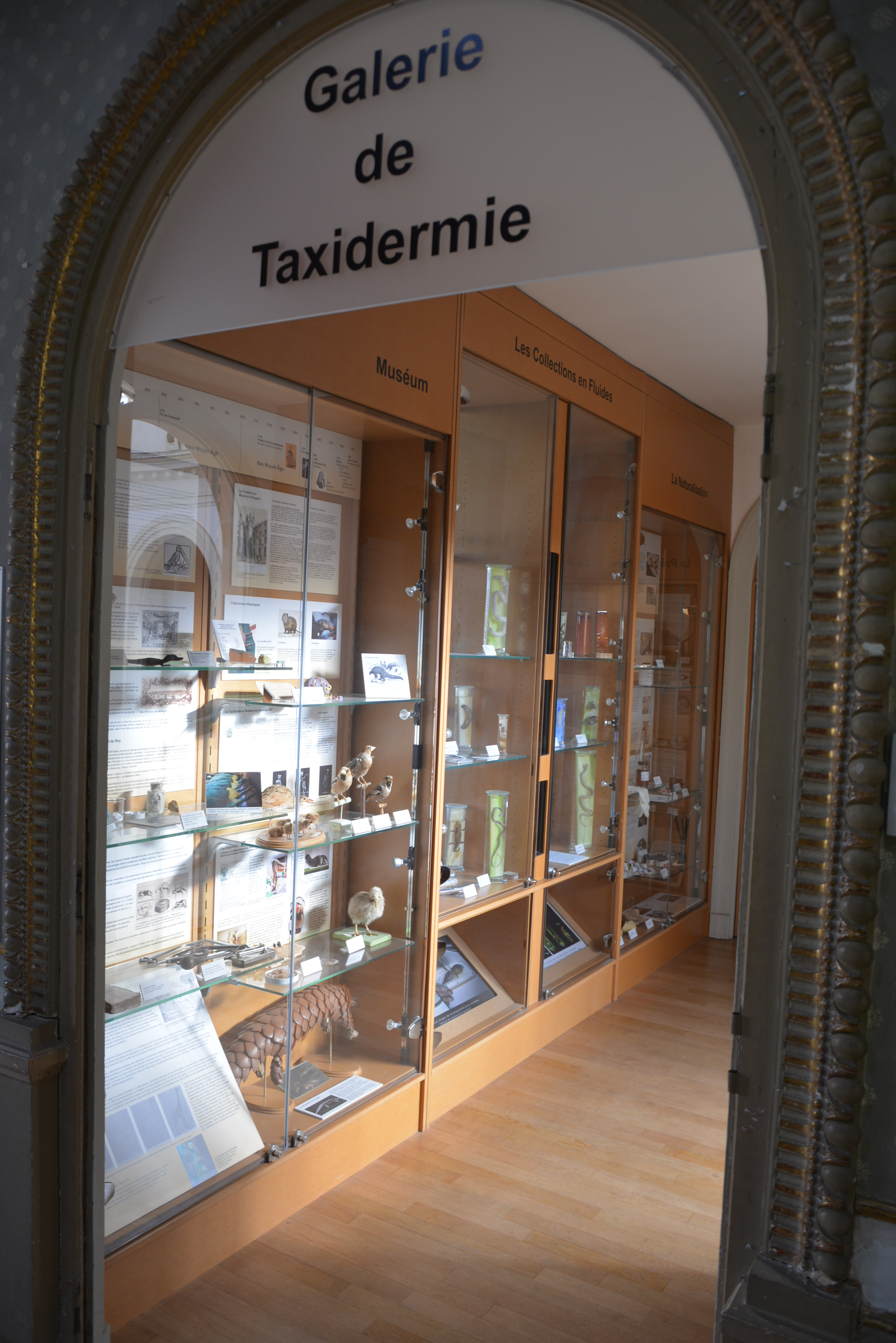
Galeria de taxidermia, Muséum d'Angers
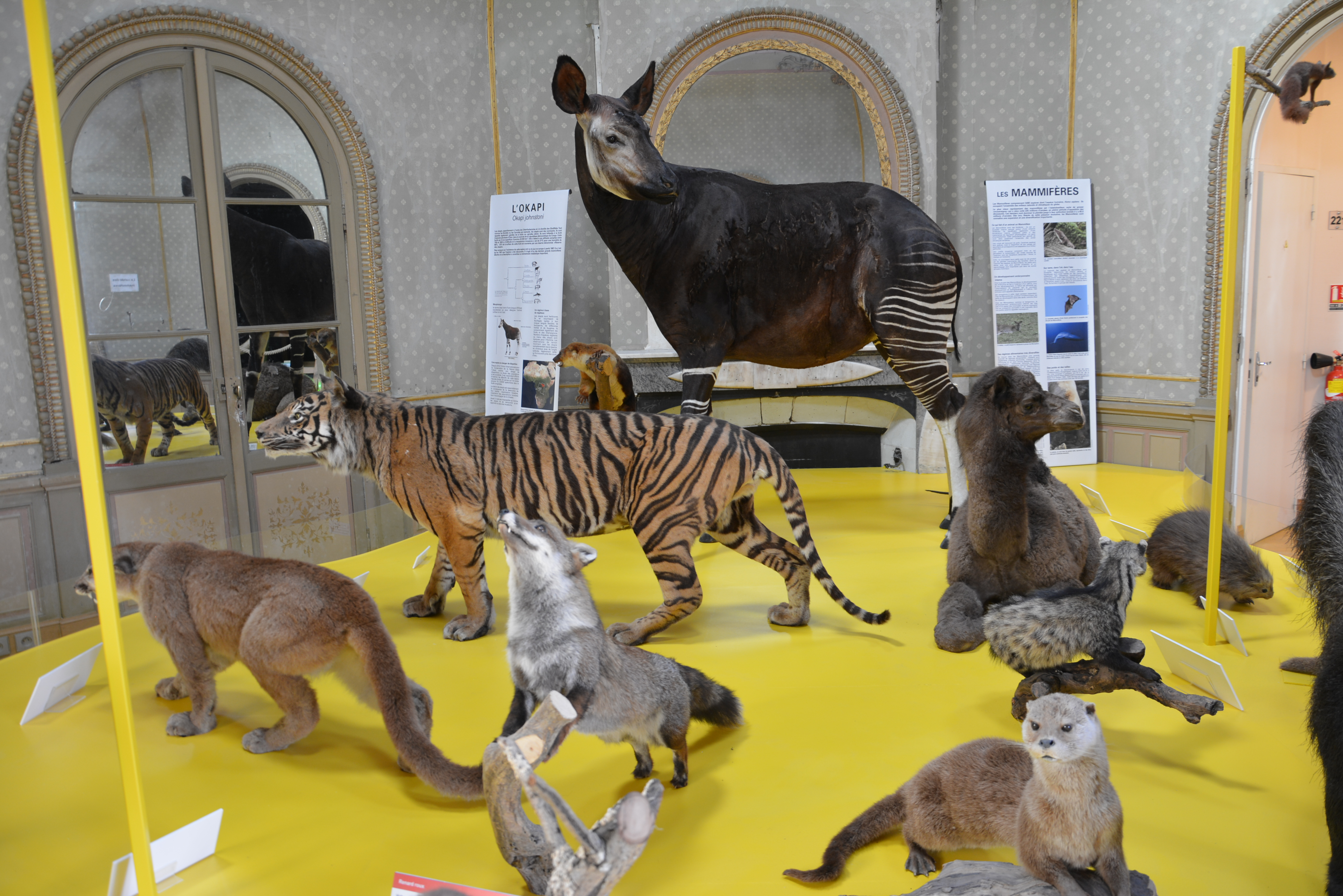
Pódio dos mamíferos, Muséum d'Angers
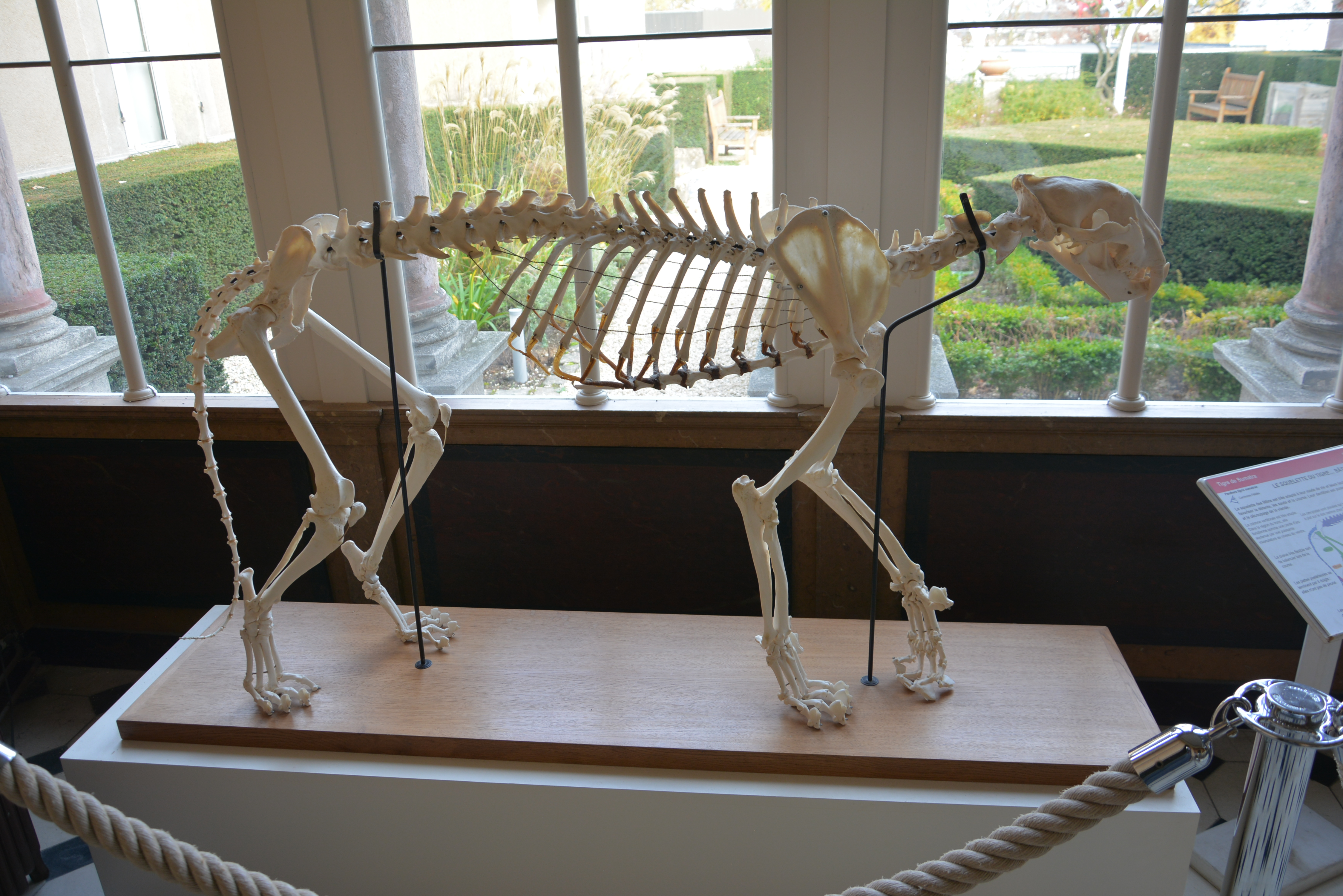
Esqueleto de tigre fêmea, Panthera tigris, Muséum d'Angers
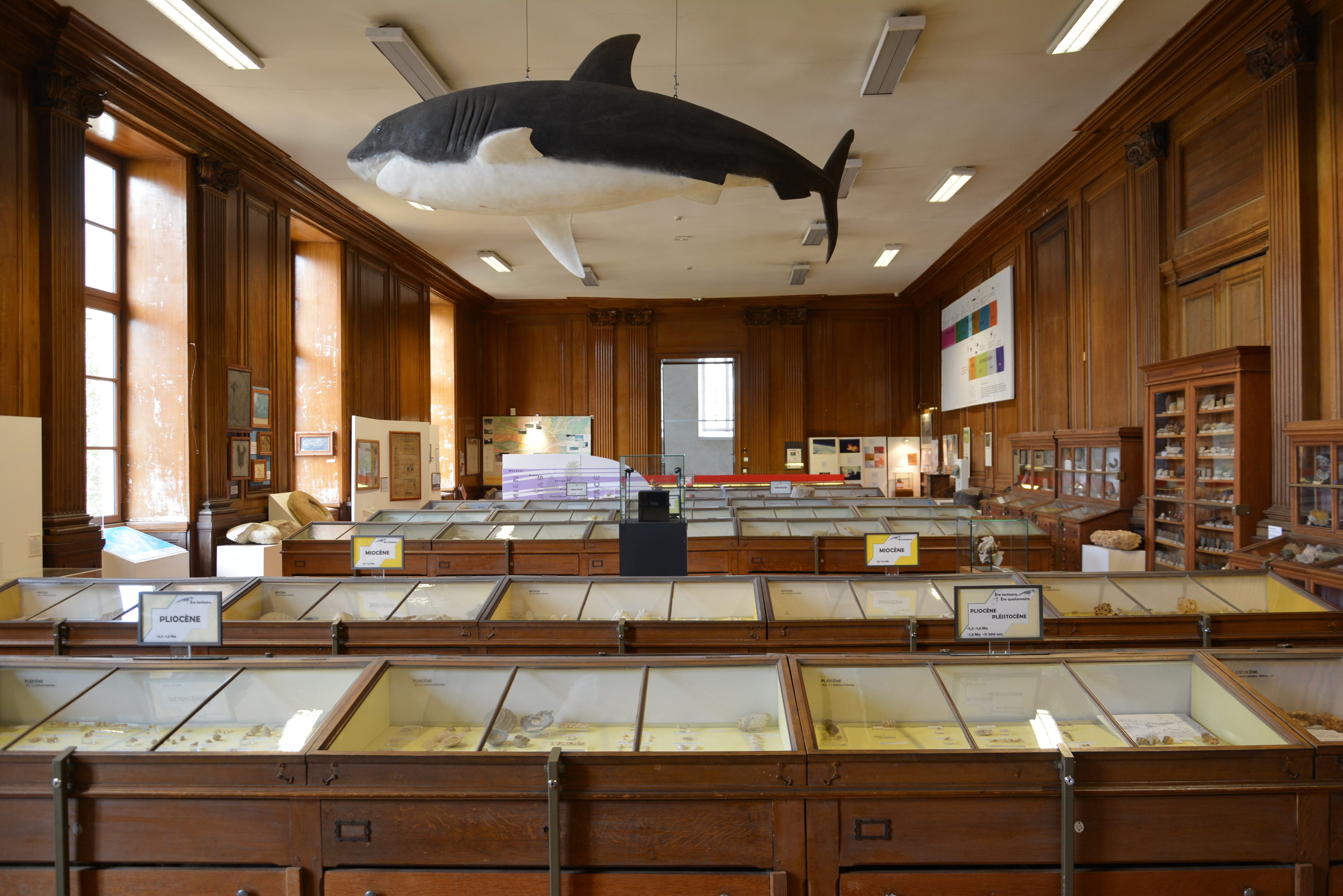
Sala de paleontologia, Muséum d'Angers
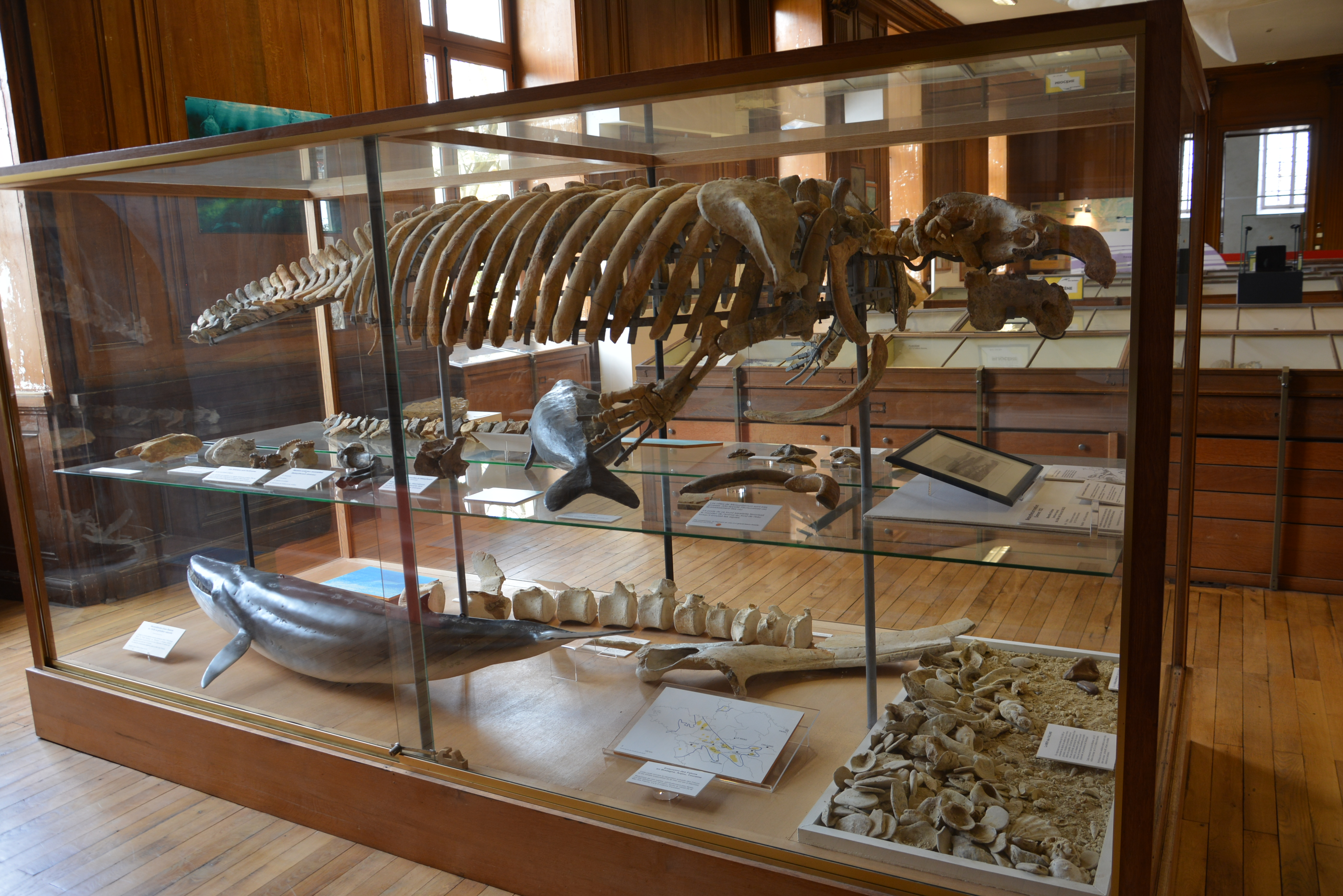
Esqueleto compósito de Metaxytherium medium, Muséum d'Angers